# 棚车

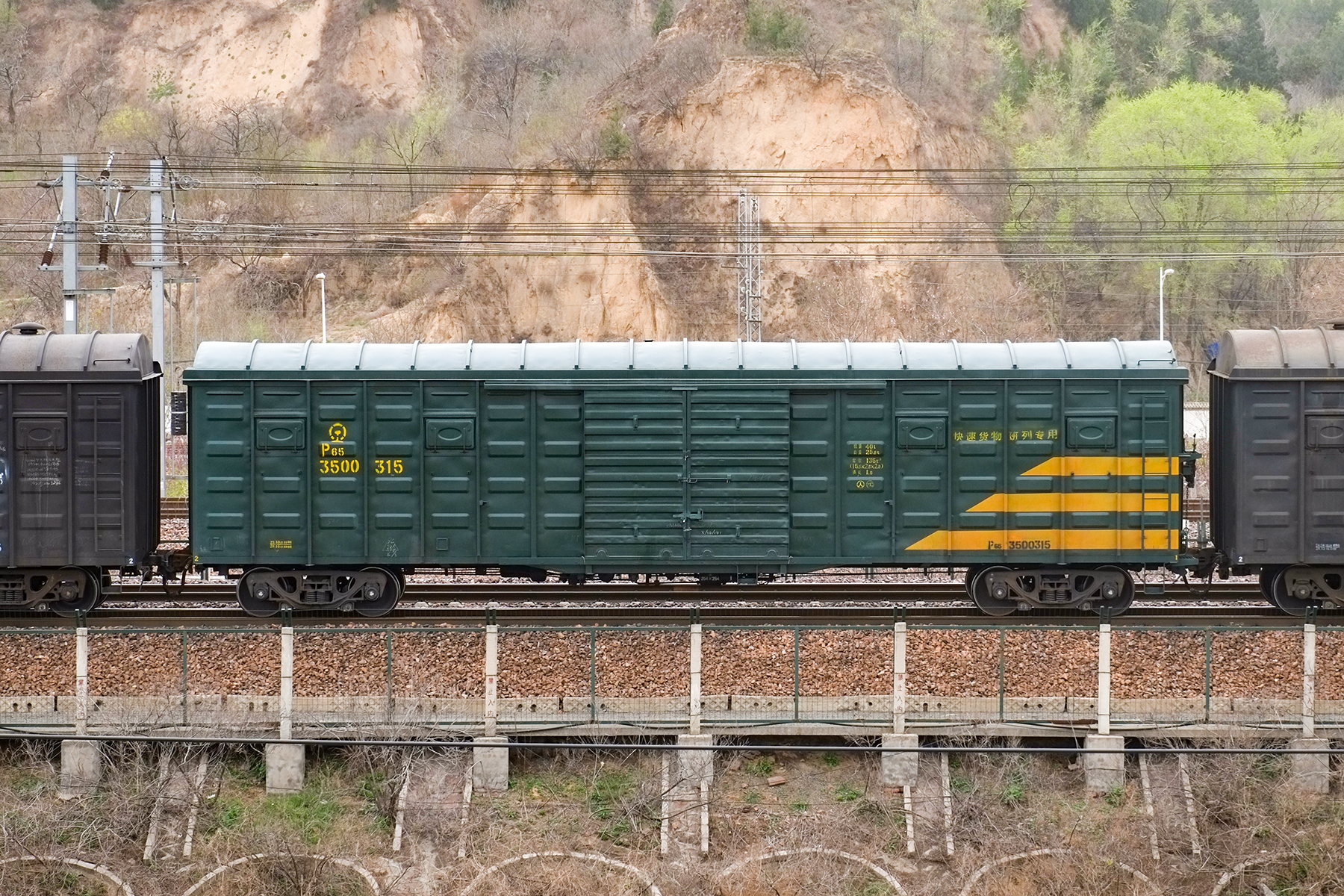
中国铁路使用的P65型行包专用棚车

，俗称闷罐车，是一种封闭的火车车厢，一般用来运送货物。虽然在设计和制造上，篷車比平车要复杂，但是由于不须担心人员或货物被甩出列车的缘故，篷車是最为多用途的铁路货车车厢之一。篷車的侧面有敞门，其大小和开闭方式依设计的用途而定。有些用于运载大体积货物的闷罐车，还装有车尾敞门和可调的隔墙。

## 用于人员运输
棚车有时会被用于人员的运输，尤其是战争时期。在两次世界大战中，法国製棚车先后被法军、德军和其他联军用于士兵及货物的运输，这种棚车被法国人称为“40/8”（法語：Quarante et huit），因军方认定该棚车可载40名士兵和8匹马。纳粹德国亦曾用棚车运输囚犯，而1945年3月美国陆军俘获的一部分德国士兵在由前线至戰俘營的美军棚车中窒息而死。
美国在二战期间使用军队卧铺车运送士兵，这些铁路车辆改装自棚车，且会在战后改回棚车。
中国曾于20世纪80年代至1997年的春运期间对部分棚车进行清洗、消毒、搭建厕所、加修乘务员座椅、加建栏杆等改造工作，用于运送民工返乡的临时旅客列车，单车厢运载的人数甚至超过200，而在1990年代初期仅广铁集团就有超过1000辆棚车承担客运任务，名为“棚车代用客车”，简称“棚代客”。1997年，铁道部下令禁止棚车载客。但至今为止仍有部分路局将棚车载客用于职工通勤。

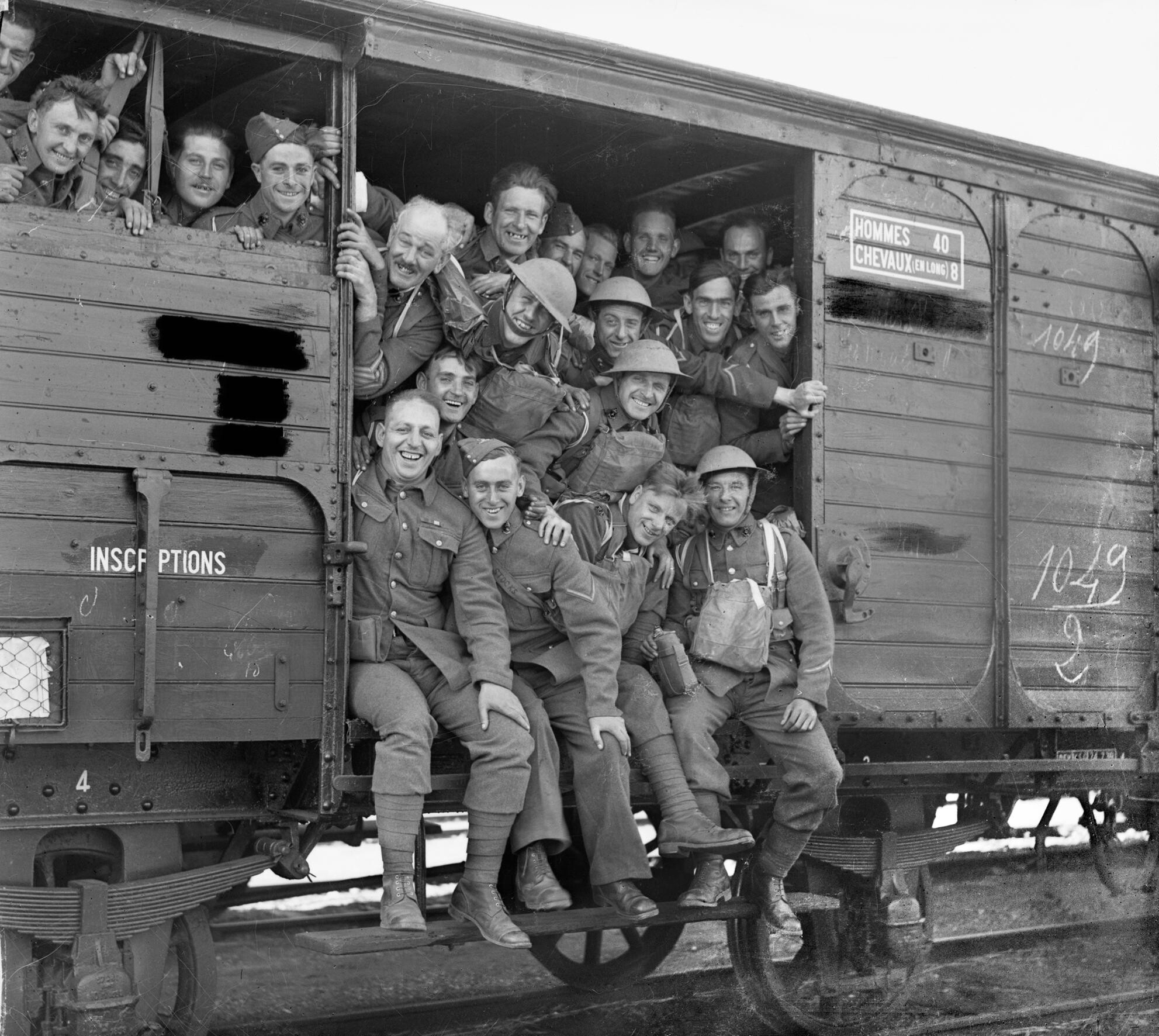
1939年，英国士兵在法国“40/8”棚车上，车体写有“"HOMMES 40 : CHEVAUX (en long) 8"”（定员40人+8匹马）字样
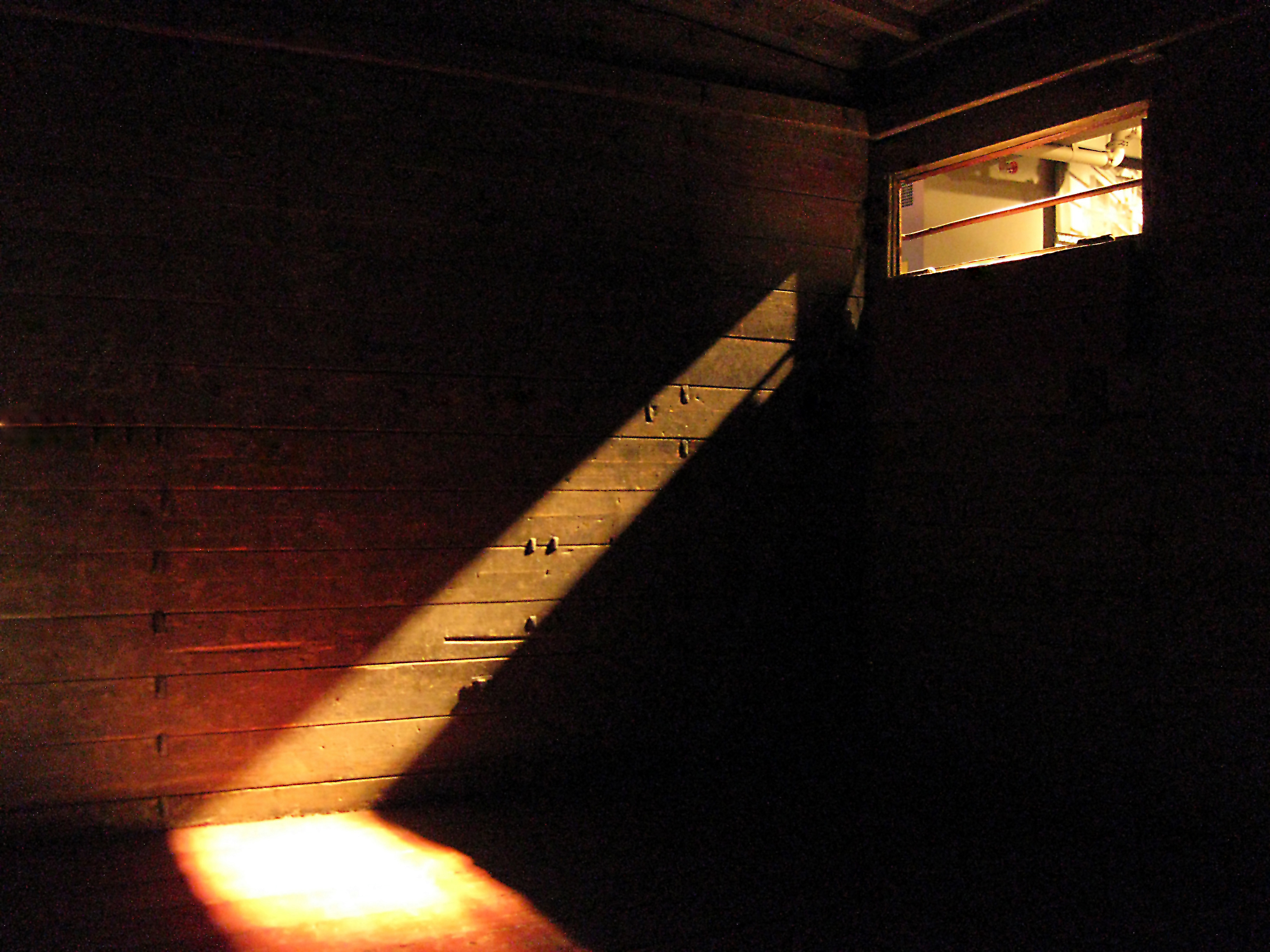
纳粹德国用于运输犹太人的棚车内部
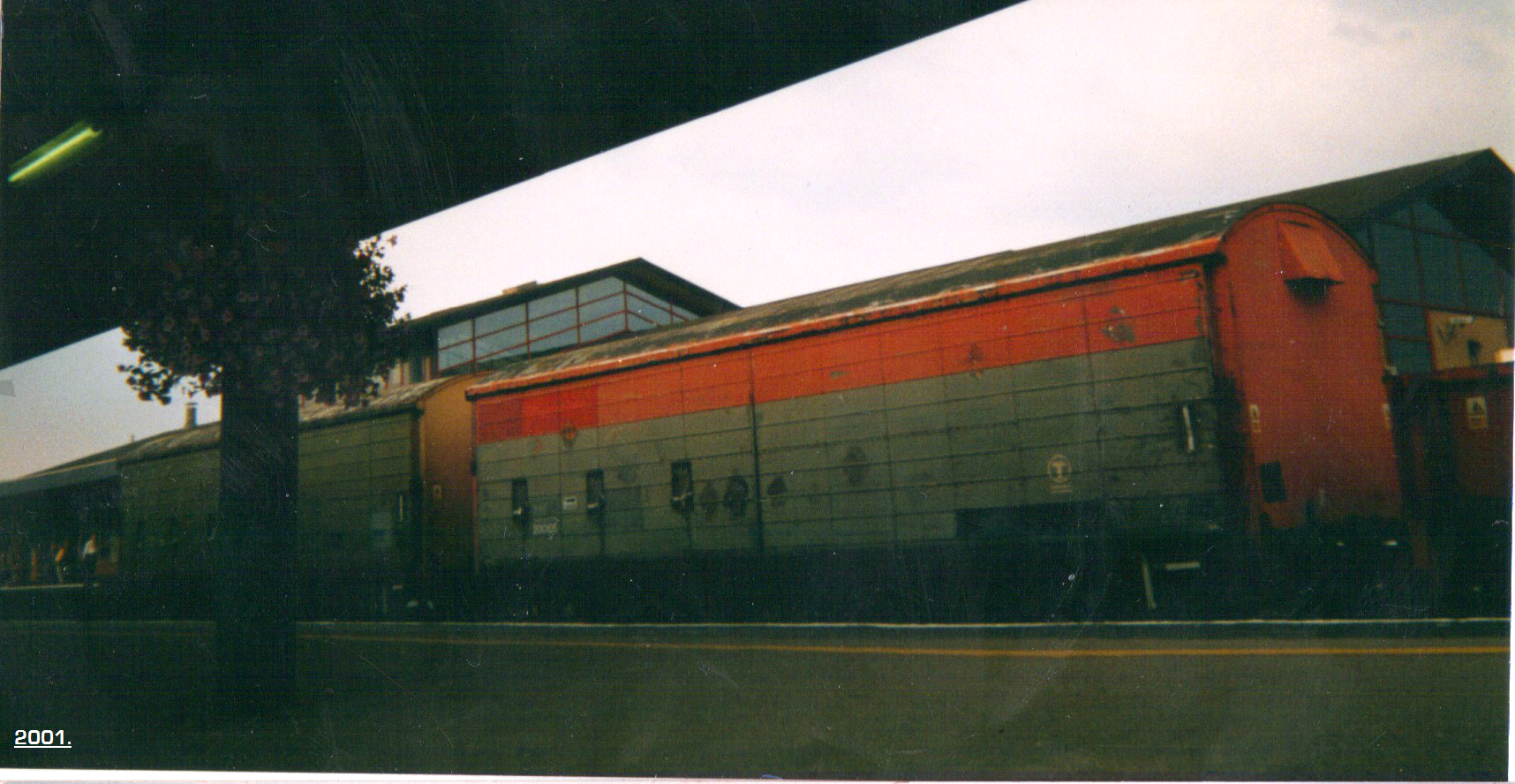
停靠在牛津站的棚车
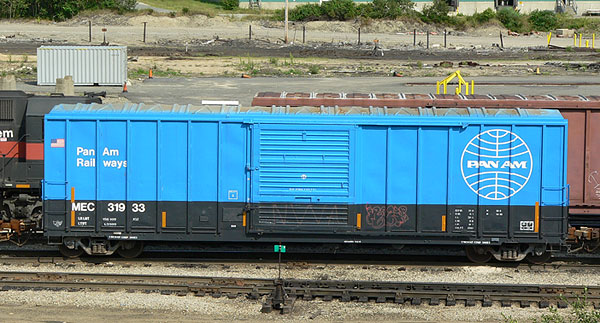
泛美铁路公司（英语：Pan Am Railways）的棚车

## 亞洲的棚車

### 中國大陸

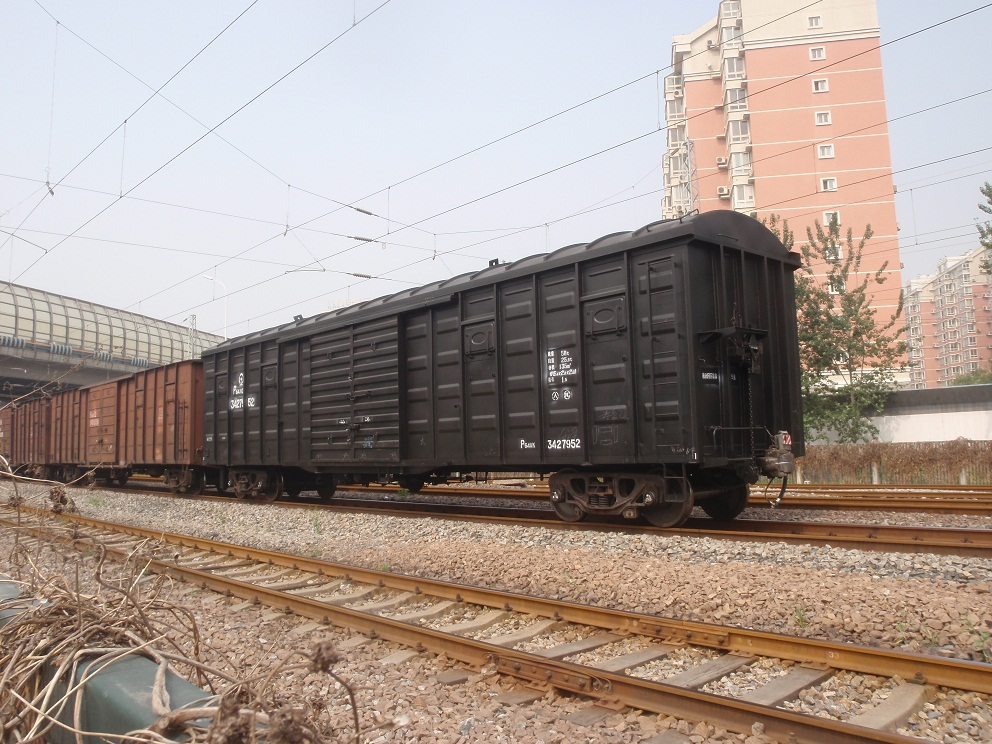
P64AK型棚车

中国铁路货车基本型号用“P”表示棚车。

#### 型号
- 中国铁路P13型通用棚车
- 中国铁路P31型窄轨通用棚车
- 中国铁路P60型通用棚车
- 中国铁路P61型通用棚车
- 中国铁路P62型通用棚车
- 中国铁路P63型通用棚车
- 中国铁路P64型通用棚车
- 中国铁路P65型行包专用棚车
- 中国铁路P66型通用棚车
- 中国铁路P70型通用棚车
- 中国铁路TP8型特种棚车
- 中国铁路TP9型特种棚车
- 中国铁路TP10型特种棚车
- 中国铁路TP64GK型特种棚车

### 臺湾

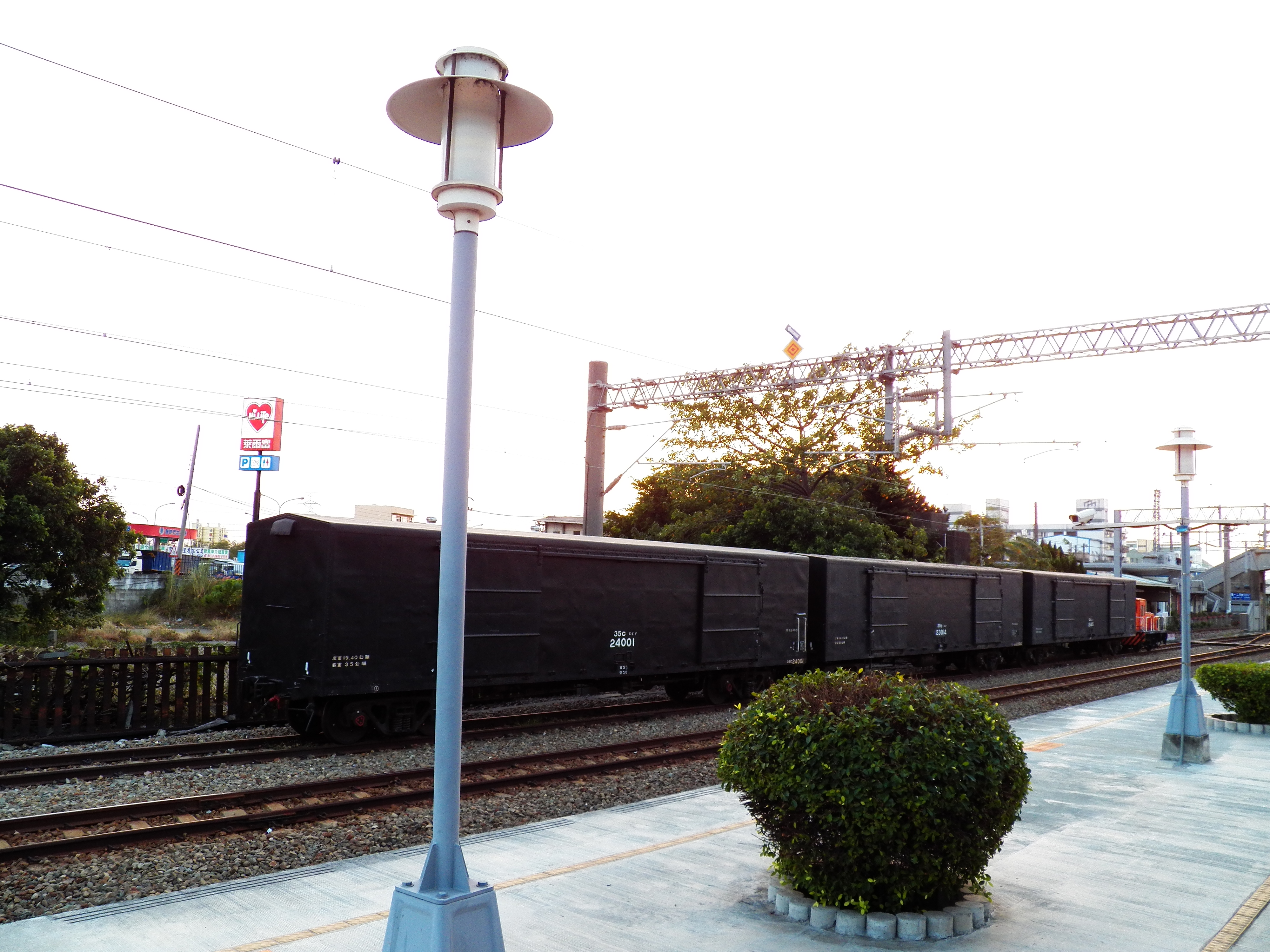
台灣鐵路管理局成功車站內的35C24000和35C23000型篷車。

臺灣鐵路管理局使用「C」(Covered car)代表篷車、「V」(Ventilator car)代表通風篷車、「S」(Steel)代表鐵篷車。

#### 形式

##### 篷車
- 台鐵9C70型篷車
- 台鐵9C160型篷車
- 台鐵10C1100型篷車
- 台鐵10C1200型篷車
- 台鐵10C1300型篷車
- 台鐵14C4000型篷車
- 台鐵15C5000型篷車
- 台鐵15C6000型篷車
- 台鐵15C7000型篷車
- 台鐵15C7500型篷車
- 台鐵15C7600型篷車
- 台鐵15C7700型篷車
- 台鐵15C8000型篷車
- 台鐵15C15000型篷車
- 台鐵15C16000型篷車
- 台鐵25C10000型篷車
- 台鐵30C9000型篷車
- 台鐵30C20000型篷車
- 台鐵35C21000型篷車
- 台鐵35C22000型篷車
- 台鐵35C23000型篷車
- 台鐵35C24000型篷車
- 台鐵35C25000型篷車

##### 通風篷車
- 台鐵15V2000型通風篷車

##### 鐵篷車
- 台鐵15S100型鐵篷車